# Jastrząbka (dopływ Harbutówki)
Jastrząbka – potok, lewy dopływ Harbutówki o długości 10,67 km. Powstaje poprzez połączenie dwóch potoków górskich: Grobówki oraz Jastrząbki. W środkowym odcinku granicznym z Sułkowicami jest uregulowana oraz sztucznie wyprostowana.
Wypływa w Lanckoronie u podnóży Działu Poleckiego. Przepływa przez Kopań, Jastrzębię oraz wzdłuż Izdebnika.